# Königlich Bayerisches 2. Schwere-Reiter-Regiment „Erzherzog Franz Ferdinand von Österreich-Este“
Das 2. Schwere-Reiter-Regiment „Erzherzog Franz Ferdinand von Österreich-Este“ war ein Kavallerieverband der Bayerischen Armee mit Friedensstandort in Landshut.

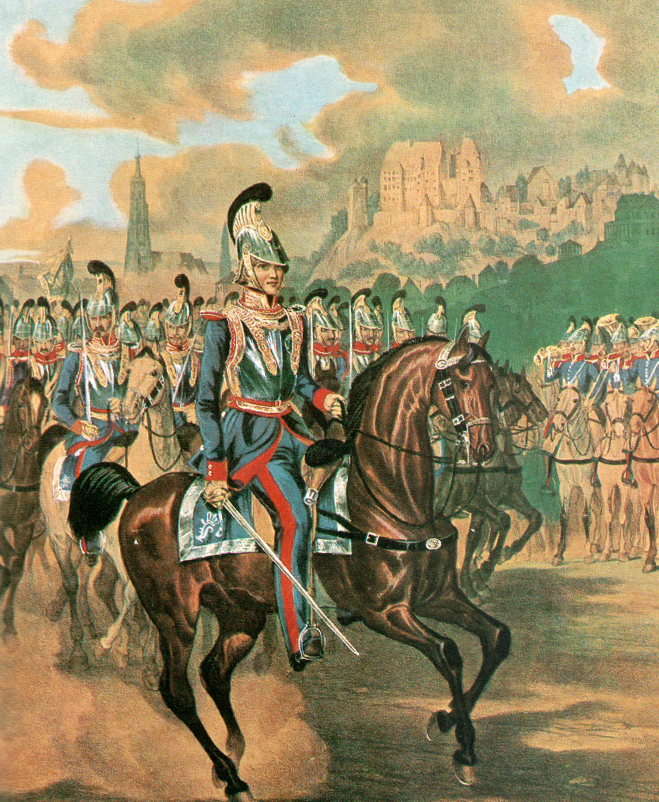
Landshuter Kürassier-Regiment Prinz Adalbert von Bayern 1847

## Verbandszugehörigkeit 1914
- I. Armee-Korps in München; Kommandierender General: General der Infanterie Oskar Ritter von Xylander
  - 1. Division in München; Kommandeur: Generalleutnant Eugen Ritter von Benzino
    - 1. Kavallerie-Brigade in München; Kommandeur: Generalmajor Karl von Staudt

- Regimentsinhaber: Erzherzog Franz Ferdinand von Österreich-Este
- Regimentskommandeur: Major Freiherr von Eyb
- Stiftungstag des Regiments: 10. September 1815.

## Geschichte

### Aufstellung und Entwicklung
Das Regiment wurde am 24. September 1815 gemäß Reskript vom 10. September 1815 als 2. Kürassier-Regiment in Bar-sur-Aube aufgestellt. Hierzu hatte das 1. Kürassier-Regiment seine 4., 5. und 6. Eskadron abzugeben, welche zur 1., 2. und 3. Eskadron des 2. Kürassier-Regiments wurden. Die Stärke betrug dort 17 Offiziere, 35 Unteroffiziere, sieben Trompeter, drei Schmiede, drei Sattler und 332 Kürassiere. Mit Eintreffen des Regiments am 14. Dezember 1815 in Landshut wurde dort die 7. Eskadron als Depot-Eskadron in Stärke (incl. Depot-Personal) sieben Wachtmeister, vier Fouriere, 26 Korporale, neun Trompeter, vier Schmiede, vier Sattler, zwölf Gefreite und 377 Mann aufgestellt. Der erste Oberstkommandant (die Bezeichnung Kommandeur wurde erst ab 1872 gebräuchlich) war der Bürgerliche Johann Bernhardt. Bis zum 31. März 1816 wurde das Regiment auf 221 Mann und 238 Dienstpferde abgerüstet. Tags darauf (1. April) wurde die 4. Eskadron aufgestellt. Am 31. März 1817 wurde die Iststärke vom Wachtmeister abwärts mit 210 Mann und 210 Pferden angegeben, obwohl ein Etat für insgesamt 26 Offiziere, zwei Junker, vier Beamte, 71 Unteroffiziere, 16 Trompeter, fünf Schmiede, fünf Sattler und 750 Mann sowie 683 Pferden genehmigt war. Am 5. September 1817 wurde Balthasar Kiliani zum Oberstkommandanten ernannt, der das Regiment bis zu seinem Tod am 4. August 1829 führte. Am 12. Oktober 1819 wurden die drei Standarten geweiht und an das Regiment übergeben. Der Geistliche Rat Schneider, Oberst Kiliani, alle Offiziere und neun Unteroffiziere und Kürassiere schlugen feierlich je drei Nägel in die Standarten ein. Die 1. Division (1. und 2. Eskadron) führte eine weiße Standarte mit Silber- und Goldstickerei, später Regimentsstandarte. Die 2. Division hatte eine hellblaue, die Reserve-Division eine blaue Standarte jeweils mit goldener Stickerei. 1822 wurde der Etat auf 685 Mann und 503 Pferde gekürzt. Mit dem 8. Mai 1823 wurde Johann Nepomuk Prinz von Sachsen zum ersten Inhaber des Regiments ernannt. Zugleich erhielt es die Bezeichnung 2. Kürassier-Regiment „Prinz Johann von Sachsen“. Am 30. November 1825 nahm das Regiment die 3. und 4. Eskadron vom 1. Kürassier-Regiment auf und errichtete daraus eine eigene 5. und 6. Eskadron. Damals betrug die Verpflegungsstärke etwa 500 Mann. Vom 12. Dezember 1825 bis 1. November 1833 war Freising der Garnisonsstandort des Regiments, zwei Eskadronen waren abwechselnd in Landshut untergebracht. 1828 erhielt Oberst Kiliani den Ludwigsorden für fünfzig Dienstjahre verliehen. Am 20. November 1829 wurde Friedrich Freiherr von Magerl das Kommando über das Regiment übertragen, das er am 24. Februar 1843 an Friedrich von Flotow abgab. Im Jahre 1831 war die 1. und 2. Eskadron im Rahmen des Cholera-Kordons unter dem Kommando von Major Muck in Simbach, Reichenhall und Neuhaus eingesetzt. Vom 1. November 1833 bis 1. Mai 1839 wurde Freising noch als Garnisonsstadt des Regiments geführt, wobei vier Eskadronen im Wechsel in Landshut einquartiert waren. Zum 28. Oktober 1835 wurde das Regiment in Kürassier-Regiment „Prinz Johann von Sachsen“ umbenannt. Am 19. Juli 1846 wurde Adalbert Prinz von Bayern Inhaber des Regiments, was zugleich zur Umbenennung in Kürassier-Regiment „Prinz Adalbert von Bayern“ führte. Ab dem 1. Mai 1839 war für die Masse des Regiments Landshut Garnisonsstadt, wobei noch bis 1863 zwei Eskadronen im Wechsel in Freising stationiert wurden. Im Jahre 1847 gründete der Inhaber die Prinz-Adalbert-Stiftung, die jährlich 120 fl für die Bibliothek, 120 fl für die Musikkasse, 40 fl für den Stabstrompeter und 20 fl für Schulbücher beinhaltete.
Vom 3. März bis 4. April 1848 verlegten die 5. und 6. Eskadron nach München, um die dortige Garnison zu verstärken. Die 1. und 2. Eskadron wurden nach Freising abkommandiert. Am 26. Juli 1848 wurde die Aufstellung der 7. Eskadron angeordnet. Ab dem 26. April 1848 wurde das Regiment mit 2. Kürassier-Regiment „Prinz Adalbert von Bayern“ bezeichnet. Am 21. August 1848 wurde Alfons Freiherr von Stockum-Sternfels zum Oberstkommandant ernannt. Im Zeitraum vom 21. Oktober bis 20. Dezember 1850 gab das Regiment die 5. und 6. Eskadron zur Zusammenstellung des 3. Kürassier-Regiments ab. Das Regiment selbst verfügte damals über 770 Dienstpferde. Im Jahre 1851 wurde der Friedensetat je Eskadron auf vier Offiziere, 168 Unteroffiziere und Mannschaften sowie 95 Pferden festgesetzt. Am 27. November 1856 wurde die 7. Eskadron aufgelöst, am 25. August 1859 wieder aufgestellt und am 21. Dezember 1863 wiederum aufgelöst. Die 5. und 6. Eskadron musste nun im Zeitraum vom 20. Juni bis 25. August 1859 zur Errichtung des 3. Kürassier-Regiments endgültig abgegeben werden. Im Lager Lechfeld wurde die Kürassier-Brigade aus den drei bestehenden Regimenten zusammengestellt. Die Friedensstärke des Regiments war von 978 Mann und 672 Pferde auf 668 Mann und 560 Pferde reduziert. Das Regiment war damals in vier Eskadronen mit je vier Offizieren, 163 Unteroffizieren und Mannschaften sowie 140 Pferden gegliedert. Trotz ausdrücklichen Verbots der Duellierung fand am 27. Dezember 1863 Rittmeister von Sternbach bei einem Duell den Tod. Der königliche Kämmerer und Forstmeister Adolf Freiherr von Sternbach stiftete im Jahr darauf zum Andenken an seinen Sohn ein Kapital von beachtlichen 10.000 fl, dessen Zinsen jeweils am 27. Dezember an talentvolle gesittete Kinder armer Unteroffiziere und Soldaten verteilt werden soll. Am 23. April 1866 wurde Ludwig Graf von Tattenbach, Rheinstein und Valley, Edler Herr zu Ganowitz zum Oberstkommandanten ernannt.
An bayerische Kürassiere wurden bestimmte körperliche Anforderungen gestellt: die schwere Cavalerie erfordert eine Größe von wenigstens 5 Fuß 11 Zoll, [ca. 172/173 cm] und breitschulterige, stämmige, aus den Hüften gewachsene Leute, damit die Cuirasse nicht durch Aufliegen auf den Hüften beschwerlich fallen.

### Krieg gegen Preußen 1866
In der Phase der Mobilmachung wurde die 5. Eskadron als Depot aufgestellt. Das Regiment trat mit 35 Offizieren, 667 Kürassieren sowie 600 Pferden an und war in vier Eskadronen zu je 110 Pferden gegliedert. Die 6. (Reserve-)Eskadron verfügte über 250 Mann mit 250 Pferden. Es war der schweren Brigade des Reserve-Kavallerie-Korps unter General der Kavallerie Fürst Turn und Taxis unterstellt. Nach dem Gefecht bei Hünfeld (Neuwirtshaus) und Gersfeld am 4. Juli 1866 führte es erste Kampfhandlungen gegen Verbände der preußischen Main-Armee des Generals Edwin von Manteuffel durch. Es brach jedoch aufgrund falschen Alarms und mangelnder Führungspraxis eine Panik in der bayerischen Reiterei aus. Vom Regiment war jedoch hierbei nur eine halbe Eskadron betroffen. Am 26. Juli 1866 ritt das Regiment eine Attacke gegen preußische Dragoner und Husaren bei Hettstadt. Dabei fiel ein Korporal, elf Mann wurden verwundet. Zudem sind zwei Mann an Krankheiten verstorben. Bereits am 2. August war der Krieg für die Einheit beendet, nach dem Waffenstillstand rückten die Kürassiere Anfang September wieder in Landshut ein. Kurz darauf wurde die 5. Eskadron aufgelöst, um 1867 wieder aufgestellt zu werden.
Am 11. Mai 1867 wurden die 2. und 3. Eskadron des 3. Kürassier-Regiments einverleibt, das Regiment war nunmehr in fünf Eskadronen gegliedert. Von 1867 bis 1887 war eine Eskadron in Nymphenburg stationiert. Am 1. August 1868 wurden ein Wachtmeister, vier Kürassiere und vierzehn Pferde zur Equitationsanstalt versetzt. Mit dem 1. Februar 1870 wurde Adolf Franz Philipp Baumüller zum Oberstkommandanten ernannt. Am 16. Juli 1870 wurde die 5. Eskadron in eine Depot-Eskadron umgewandelt.

### Krieg gegen Frankreich1870/71
Das Regiment war während des Feldzuges dem I. Armee-Korps unterstellt, das der 3. Armee unter dem Kommando des Kronprinzen Friedrich von Preußen stand. Am 1. August 1870 wurde es per Eisenbahntransport von Landshut an die Westgrenze des Reichs verlegt. Nach der Schlacht bei Wörth am 6. August 1870 nahm es im Verbund mit der 4. preußischen Kavallerie-Division an der Verfolgung des Feindes teil. Am 30. August 1870 traf Ersatz für einen Offizier, zwei Unteroffiziere, einen Trompeter, fünfzig Mann und 53 Pferde ein. Das Regiment gehörte in der Schlacht bei Sedan zur Reserve. Nach den Kämpfen bei Balan, einem Vorort von Sedan, am 2. September 1870 war das Regiment mit Aufräumungsarbeiten und Gefangenentransporten beauftragt. Am selben Tag nahm es neun Mann Ersatz ohne Pferde auf. Während des Gefechts bei Artenay am 10. Oktober 1870 ritten die 1. und 4. Eskadron eine Attacke, bei der die Eskadronen ohne Verluste blieben und 200 Gefangene machten. Die Gefechtsstärke betrug zu dem Zeitpunkt 555 Mann. Am 25. September 1870 traf Ersatz in Stärke einem Offizier, 103 Mann sowie 53 Pferde ein. In den Gefechten bei Châteaudun und Verdes am 6. November 1870 verlor das Regiment dreizehn Mann und zwölf Pferde. Bei Coulmiers trat das Regiment in Stärke 541 Mann an und musste den Verlust von zwei Kürassieren und neun Pferden hinnehmen. Im Gefecht bei Villepion am 1. Dezember 1870 gab es für das Regiment (535 Mann) keine Verluste, vier Pferde fielen aus. Als das Regiment bei Guillonville und Orlean in den darauffolgenden Tagen im Kampf gegen die französische Loirearmee einen verwundeten Kürassier zu verzeichnen hatte, fiel während der Schlacht bei Beaugency am 8. Dezember ein Kürassier. Ein weiterer wurde verwundet und bis 10. Dezember gingen insgesamt zweiundzwanzig Pferde meist an Entkräftung ein. Von 23. Dezember 1870 bis 3. Januar 1871 war das Regiment bei Etampes und danach bis 8. Juni 1871 im Belagerungsring von Paris eingesetzt. Es nahm hier an keinen Gefechten teil. Am 8. Januar 1871 wurde nochmals Ersatz von einem Stabsoffizier, einem Unteroffizier, 34 Mann sowie 47 Pferden aufgenommen. Zur Kaiserproklamation wurden Unterlieutenant Lindpaintner, der 2. Wachtmeister Fischer und die Kürassiere Lang und Streibel mit der Standarte abgeordnet. Schließlich erfolgte der Abmarsch von Paris nach Landshut, das die Truppe am 19. Juli 1871 erreichte. Einen Tag später befand sich das Regiment wieder in München. Die Tagesdienststärke am 8. Juli 1871 wurde mit achtzehn Offizieren, 494 Mann und 493 Pferden angegeben. Am 19. Juli 1871 traf die Einheit wieder in ihrer Garnison ein.
Während des Krieges hat das Regiment insgesamt zu beklagen
- zehn gefallene Kürassiere und 17 tote Pferde
- sieben Verwundete und 24 verletzte Pferde
- ein gefangener Kürassier und
- 23 Mann, die an Krankheiten starben.

1872 wurde die 5. Eskadron aufgelöst und der Division-Verband aufgehoben. Etatmäßig waren nunmehr pro Eskadron vier bis fünf Offiziere, 139 Unteroffiziere und Mannschaften sowie 145 Pferde vorgesehen. 1873 brach die Rotzkrankheit bei den Pferden aus. Eine Cholera-Epidemie überlebten zwei Mann nicht. Mit dem Tode des Inhabers Prinz Adalbert von Bayern am 21. September 1875 wurde es in 2. Kürassier-Regiment „vacant Prinz Adalbert“ umbenannt. Von 1877 bis 1881 war eine Eskadron in München stationiert. Am 10. November 1877 wurde der Kronprinz, Erzherzog Rudolf von Österreich zum Inhaber des Regiments ernannt. Von da an hieß das Regiment 2. Kürassier-Regiment „Erzherzog Rudolf von Österreich“. Im selben Jahr war Oberst Prinz Ludwig Ferdinand à la suite des Regiments. Zum 1. April 1879 wurde es in 2. Schweres Reiter-Regiment „Erzherzog Rudolf von Österreich“ umbenannt. Mit dem tragischen Tod des Kronprinzen Rudolf von Österreich am 30. Januar 1889 wurde das Regiment in 2. Schweres Reiter-Regiment „vacant Erzherzog Rudolf“ umbenannt. Prinz Ludwig Ferdinand schenkte im Jahre 1889 dem Regiment einen umfangreichen Tafelsatz aus Silber. Ab dem 1. Oktober 1890 wurde der Etat um fünf Unteroffiziere, einen Gefreiten, neun Reiter und fünfzehn Pferden je Eskadron erhöht. Am 23. Mai 1899 erfolgte die Ernennung von Erzherzog Franz Ferdinand von Österreich-Este zum Inhaber des Regiments, das von da an 2. Schweres Reiter-Regiment „Franz Ferdinand von Österreich-Este“ hieß und diesen Namen auch nach dem Tod des österreichischen Thronfolgers am 28. Juni 1914 behielt. An der China-Expedition im Jahre 1900 nahmen vier Freiwillige teil. 1902 betrug der Friedensetat des Regiments: 25 Offiziere, zwei Ärzte, sechs Beamte, 81 Unteroffiziere, ein Stabstrompeter, fünfzehn Trompeter, zehn Kapitulanten, 90 Gefreite, 477 Reiter, sechs Handwerker, fünf Sanitätsunteroffiziere und -gefreite sowie sechzig Offizierspferde und 676 Dienstpferde. Im selben Jahr war Rittmeister Prinz Ferdinand Maria, der Sohn des Prinzen Ludwig Ferdinand, à la suite des Regiments. Zur Schutztruppe in Deutsch-Südwestafrika meldeten sich ein Unteroffizier und acht Reiter freiwillig, von denen im Jahr 1904 ein Reiter im Kampf fiel und ein Reiter an Typhus starb. Am 20. Juli 1908 übernahm Otto von Stetten das Kommando über das Regiment, das er am 20. März 1909 bereits wieder an Maximilian Dietrich abgab. Einzelne Offiziere waren als Freiwillige in Kamerun und Spanisch-Marokko im Einsatz. Am 23. Januar 1913 wurde Otto Freiherr von Eyb zum Kommandeur des Regiments ernannt. Zum 3. Juli 1913 wurde die Stärke des Regiments mit fünfundzwanzig Offizieren, drei Ärzten, drei Veterinären, fünf Beamten, 739 Unteroffiziere und Mannschaften sowie 726 Dienstpferden angegeben.

### Erster Weltkrieg
Im Ersten Weltkrieg verblieb das Regiment die ganze Zeit im Verband mit seinem Schwesterregiment, dem 1. Schwere-Reiter-Regiment „Prinz Karl von Bayern“.

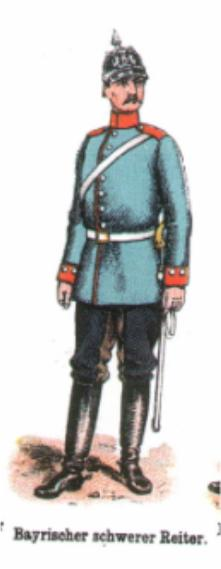
Schwerer Reiter 1914

#### 1914
Zu Beginn des Weltkriegs trat das Regiment mit seiner 1., 2., 3. und 5. Eskadron in Stärke 36 Offiziere, 687 Reitern, 763 Pferden und 18 Fahrzeugen an und der 1. Kavallerie-Brigade/Kavallerie-Division unterstellt. Die 4. Eskadron war Ersatz-Eskadron. Außerdem wurde im August 1914 die 4. Landwehr-Eskadron des I. Armee-Korps aufgestellt. Vom 6. bis 14. August 1914 war das Regiment als Grenzschutz in Lothringen eingesetzt. In der Schlacht in Lothringen bis zum 23. August 1914 kämpfte die Einheit im Gefecht bei den Côtes Lorraines (9. bis 30. September), danach folgte vom 4. bis 12. Oktober 1914 der Kampf um Lille-Lens. Am 11. September 1914 wurde bei Lunéville der erste Ersatz aufgenommen. Vom 4. Oktober bis 11. November 1914 traf der zweite Ersatz beim Regiment ein. Mitte Oktober kurz an der Lys eingesetzt, gelangte das Regiment in die Gegend vor Ypern, wo es bis 4. November 1914 blieb. Die Einheit nahm am Sturm auf Hollebeke am 21. und am 24. Oktober teil und musste vor Gheluvelt (2. bis 4. November 1914) abgesessen kämpfen. Es wurde im Zeitraum vom 6. Dezember 1914 bis 21. Januar 1915 in Nivelles-Perwez (Belgien) wieder aufgefrischt.

#### 1915
Im Jahr 1915 wurde ein Maschinengewehr-Zug zu zwei schweren Maschinengewehren etatisiert und sah eine Stärke von einem Offizier, drei Unteroffizieren, 26 Mann und 41 Pferden vor. Ein Leutnant, sechs Reiter und acht Pferde wurden zur Brigadekavallerie-Pionier-Abteilung versetzt. Am 21. Januar wurde das Regiment als Armee-Reserve nach Metz (→ Festung Metz) verlegt. Am 11. Februar wurden je 80 Schützen der 2. und 3. Eskadron sowie je 80 Schützen der 1. und 5. Eskadron zur 3. bzw. 4. Kompagnie eines Schützenbataillons formiert. Die 1. und 2. Kompagnie wurden vom 1. Schweren Reiter-Regiment gestellt. Das Schützen-Bataillon wurde bis 31. März 1915 vor Verdun als Armee-Reserve in Metz eingesetzt. Danach wurde es am 4. April 1915 an die Ostfront verlegt und war ab April 1915 bei der Armeegruppe „Lauenstein“ in Litauen und Kurland eingesetzt. Im Gefecht bei Czuchinski am 28. April 1915 fielen ein Eskadron-Chef, zwei Unteroffiziere und achtzehn Reiter. Das Regiment nahm am Gefecht bei Schaulen am 29. und 30. April 1915 und am 29. Mai am Angriff der Kavallerie-Division im Verbund mit der preußischen 3. Kavallerie-Division auf Lawgola-Swirnie teil. Als das Regiment die Dubissa erreichte, hatten die Eskadronen noch dreißig bis vierzig Mann. Mit dem Ersatz vom 12. Mai 1915 wurden die Eskadronen wieder jeweils auf 127 Mann aufgestockt. Am 20. Mai traf nochmals ein Ersatz-Transport ein. Am 4. Juni 1915 gelang es, zwei russische Offiziere und 540 Mann gefangen zu nehmen und ein Maschinengewehr zu erbeuten. Bis Ende Juni erreichte es noch Cytowiany und ging am 25. Juli 1915 bei Kineiki zur Verfolgung der Russen über. Am 21. Juli 1915 betrug die Gefechtsstärke des Regiments 26 Offiziere, 506 Reiter und 532 Pferde. Am 3. und 4. August kam es zu einem Gefecht bei Onikschty. Nach gewaltsamer Aufklärung um Wilkomierz (6. und 7. August) kämpfte die Schweren Reiter am 12. und 19. August 1915 in der Schlacht bei Schymany-Ponedeli. An der Swienta und Jara ging das Regiment am 20. August 1915 in die Verteidigung über und hatte bis 8. September Stellungskämpfe zu bestehen. Von 9. September bis 2. Oktober 1915 war der Verband bei Wilna eingesetzt. Am 30. September 1915 hatte die 2. Eskadron noch 24 Reiter, die anderen Eskadrons zwischen fünfzig und siebzig Reiter. An der Komeika war der Vormarsch zu Ende und das Regiment bezog am 20. Oktober 1915 Stellungen zwischen Mazischki und Swirki-See. An der Komeika und bei Suwaki starben im Herbst 118 Pferde an Entkräftung und Lungenerkrankungen. Am 14. Dezember 1915 nahm das Regiment Ersatz für einen Offizier, 102 Reiter und 88 Pferde auf.

#### 1916
Am 2. Januar 1916 traf nochmals Ersatz von fünf Unteroffizieren, 23 Reitern und 214 Pferden ein. Am 20. Januar betrug die Gefechtsstärke 28 Offiziere und 605 Reiter, gegliedert in vier Eskadronen. Im Jahre 1916 gab das Regiment fünfzehn Reiter zur Kavallerie-Radfahrer-Abteilung ab. Erst im Juni 1916 war das Regiment wieder als Kavallerie-Verband einsatzbereit. Ab 8. Juli 1916 war es in Wolhynien zur Abwehr der Brussilow-Offensive am Stochod eingesetzt. Am 29. August 1916 wurde eine Maschinengewehr-Eskadron in Stärke vier Offizieren, zwölf Unteroffizieren, 83 Reitern, dreizehn Trainsoldaten, 135 Pferden, sechzehn Fahrzeugen und sechs schweren Maschinengewehren aufgestellt. Zunächst bei Toboly fechtend verlor es bei den Kämpfen bei Stare Czerwiszcze von 9. bis 11. September 1916 ein Drittel seiner Männer. Am 24. September 1916 wurde Ersatz von zwei Offizieren und 150 Mann aufgenommen. Am 26. Oktober 1916 hatte das Regiment ein Kommando von vier Offizieren, zwanzig Unteroffizieren, 120 Reitern und 416 Pferden zur Kartoffelernte in West- und Ostpreußen abzustellen. Das Regiment ging bei Toboly zum Stellungskampf über, der sich bis Anfang 1917 hinzog.

#### 1917
Im Jahre 1917 wurde General der Kavallerie Otto von Stetten à la suite gestellt. Am 2. Februar 1917 wurde ein Feldrekrutendepot von einem Feldwebelleutnant, vier Unteroffizieren und fünfzig Reitern aufgestellt. Bei Toboly nahm das Regiment am 4. April 1917 einen russischen Offizier und 126 Mann gefangen. Am 13. Juli 1917 war es wieder auf eine Gefechtsstärke von 34 Offizieren, 780 Reitern, 812 Pferden und 72 Fahrzeugen angewachsen, am selben Tag verlegte es nach Galizien und war an der Lomeika an den Kämpfen um die Höhen bei Berlohy beteiligt. Am 26. Juli 1917 trat es unter der Kavallerie-Division bei Kolomea zum Gegenangriff an, der bei Sadagora am 5. August 1917 endete. Vom 3. September bis 20. November 1917 war es dann im Raum Radautz im Stellungskrieg eingesetzt. Mit dem Friedensvertrag von Brest-Litowsk wurde das Regiment ab 21. November 1917 als Besatzungstruppe im Raum Ploiești-Pitești-Slatina-Sivstowo verwendet. Am 12. Dezember 1917 wurde Major Prinz Konrad von Bayern zum Kommandeur des Regiments ernannt.

#### 1918
Ab 8. März 1918 befand sich das Regiment in der Ukraine bei Odessa-Nikolajew. Im März 1918 rückten die Reiter bis nach Nikolajew vor, wo sie bis Anfang April 1918 Sicherungsaufgaben wahrnahmen. Am 10. April 1918 arbeitete es mit einem russischen Freikorps, das aus 2000 Offizieren bestand, zusammen. Am 18. und 19. April 1918 gelang die Einnahme der Landenge bei Perekop auf der Krim. Dabei erbeutete es sieben Geschütze, fünfundzwanzig Maschinengewehre und unzählige Gewehre sowie Munition. Nach Erreichen von Grammatikowa am 26. April waren die Reiter bis Ende Juni Besatzungstruppe in Taurien. Bis 2. Mai 1918 verblieb das Regiment auf dem Ostteil der Krim als Besatzungstruppe. Am 2. Mai 1918 war die Einheit an der Einnahme von Kertsch und am 24. Mai 1918 an einem Gefecht bei Eigenfeld beteiligt. Am 13. Juni 1918 befreite die 5. Eskadron 233 deutsche Kriegsgefangene aus der Zuckerfabrik bei Poczapincy. Vom 4. Juni bis 15. September 1918 wurde die 1. Eskadron und die Maschinengewehr-Eskadron in den Kaukasus verlegt. Vom 15. bis 20. November 1918 war das Regiment zum Bahnschutz im Raum Sumy eingesetzt. Mitte Dezember 1918 stand das Regiment nördlich Lugansk an der Ostgrenze der Ukraine. Erst am 13. und 14. Januar 1919 wurde es in Konotop auf die Eisenbahn verladen und in Richtung Heimat in Marsch gesetzt. Im Zuge eines Feuerüberfalls durch Petljura-Truppen fiel ein Gefreiter als letzter Toter des Regiments, zwei Mann wurden dabei verwundet.

#### Bilanz des Krieges
Den Kavalleriestatus hat der Verband bis zum Ende des Krieges beibehalten.
Die Gesamtverluste des Regiments während des Ersten Weltkriegs betrugen
- an Toten: zehn Offiziere, 16 Unteroffiziere und 167 Reiter,
- an Verwundeten 33 Offiziere sowie 285 Unteroffiziere und Reiter.

Auszeichnungen:
- Ritterkreuz des Militär-Max-Joseph-Ordens
  - Leutnant Adolf Denk am 9. August 1914 für Lagarde
  - Leutnant Konrad von Faber du Faur am 18. August 1916 (am 10. Dezember 1918 ermordet)
- Militär-Sanitäts-Orden I. Klasse
  - Stabsarzt Dr. Ansprenger

### Verbleib
Im Zeitraum von 31. Januar bis 1. Februar 1919 traf das Regiment in Neufahrn ein. Bis zuletzt war das Regiment für seine herausragende Disziplin bekannt. Am 2. Februar 1919 rückte das Regiment in Landshut ein, um dort anschließend demobilisiert und aufgelöst zu werden. Die Tradition übernahm in der Reichswehr die 4. Eskadron des 17. (Bayerisches) Reiter-Regiments in Straubing.

## Friedensuniform
Waffenrock und Hose aus kornblumenblauem Tuch mit ponceauroter Abzeichenfarbe. Am Waffenrock schwedische Aufschläge mit gelben Knöpfen. Lange Tuchhose mit roten Lampassen. Infanteriehelm mit eckigem Vorderschirm, Kleeblattaufsatz, sechsfach gekehlter Spitze und Schuppenketten. Alle Abzeichen aus Messing. Bei Paraden wurde die Helmspitze durch einen weißen Rosshaarbusch ersetzt. Die Unteroffizierstressen waren gelb, die Landeskokarde weiß-blau.

## Regimentsmusik
- Präsentiermarsch: Langsamer Marsch von Eduard Hayn
- Parademarsch im Schritt: Marsch von Kronprinz Rudolf
- Parademarsch im Trab: Trabmarsch von Karl Zikoff
- Parademarsch im Galopp: Frei weg! von Carl Latann
- Parademarsch zu Fuß: Erzherzog Albrecht-Marsch von Karl Komzak